# Ignasi Ferretjans Sanjuan
Ignasi Ferretjans Sanjuan (Palma, 1895 - Ciutat de Mèxic 1989) fou un polític socialista mallorquí. Picapedrer de professió, actor de teatre afeccionat i sindicalista, milità a la Federació Socialista Balear i el 1921 fou director d'El Obrero Balear, però el mateix any s'escindí de la FSB per a fundar l'Agrupació Comunista de Palma del Partit Comunista Obrer Espanyol, amb l'òrgan El Comunista Balear. El 1923 es va instal·lar clandestinament a Barcelona a causa d'un procés a que el sotmeté la Dictadura de Primo de Rivera, i allí formarà part de l'executiva de la Federació Comunista Catalanobalear, però el 1926 l'abandonà i va tornar a Palma, on el 1928 es reintegrà a la FSB. Alhora, va reprendre la tasca sindical a través de la societat El Treball.
En proclamar-se la Segona República Espanyola fou escollit regidor de Palma, càrrec que ocupà fins a l'octubre de 1934, i en fou tinent d'alcalde d'octubre de 1935 a juliol de 1936. Fou un dels candidats a la successió de Llorenç Bisbal i Barceló com a cap del socialisme balear, i el 1935 fou nomenat cap de la UGT a les Illes. Quan esclatà la guerra civil espanyola el 18 de juliol de 1936 era alcalde accidental de Palma per malaltia d'Emili Darder. Fou condemnat a mort en rebel·lia pels militars sublevats en un consell de guerra, però assolí amagar-se i escapar en barca cap a Barcelona amb Miquel Navarro Campomar i Marià Rubió i Tudurí. A Barcelona fou president de l'Agrupació de Socialistes de Balears a Catalunya i redactor d'El Obrero Balear, i col·laborà amb el PSUC. En acabar la guerra va marxar a França, on fou tancat en un camp de concentració. Després marxaria cap a la República Dominicana, i després a Mèxic, d'on només tornà un parell de cops el 1982 i el 1986.